# نلی آلارد

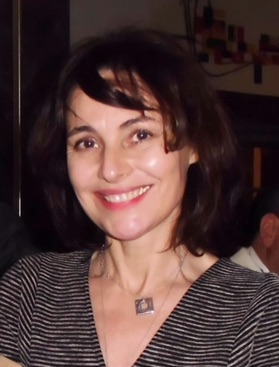
نلی آلارد

نلی آلارد (فرانسوی: Nelly Alard‎؛ زادهٔ ۱۹۶۰) نویسنده، فیلم‌نامه‌نویس، و بازیگر تئاتر اهل فرانسه است.
وی همچنین برندهٔ جوایزی همچون جایزه انترالیه شده‌است.